# Peter Murphy (labdarúgó, 1922)
Peter Murphy (West Hartlepool, 1922. március 7. – Coventry, 1975. április 7.) angol labdarúgó, fedezet.

## Pályafutása

### Klubcsapatokban
Murphy amatőrként a Coventry City csapatánál kezdett el futballozni, majd a második világháború után vált profi labdarúgóvá a csapatnál; 1946 és 1950 között több mint száz bajnoki mérkőzésen lépett pályára a másodosztályban. 1950-ben az élvonalbeli Tottenham Hotspur csapatához szerződött, amellyel első idényében angol bajnok lett. 38 élvonalbeli mérkőzésen 14 gólt szerzett a londoni csapat játékosaként, mielőtt 1952-ben a másodosztályú Birmingham City leigazolta. 1955-ben bajnok lett a másodosztályban, 1956-ban pedig pályára lépett az FA-kupa döntőjében, amit a Birmingham elveszített a Manchester City csapatával szemben. Tagja volt az 1955–1958-as vásárvárosok kupája résztvevő keretnek, négy találatával a torna társgólkirálya lett, valamint két évvel később pályára lépett az 1960-as vásárvárosok kupája-döntőjének visszavágóján is. A Birmingham csapatából nem sokkal ezután, 1960-ban vonult vissza; több mint kétszáz bajnoki mérkőzésen lépett pályára.

## Sikerei, díjai
- Tottenham Hotspur
  - Angol bajnok: 1950–51
- Birmingham City
  - Angol másodosztályú bajnok: 1954–55